# Turbanella bengalensis
Turbanella bengalensis är en djurart som tillhör fylumet bukhårsdjur, och som beskrevs av Chandrasekara Rao och Ganapati 1968. Turbanella bengalensis ingår i släktet Turbanella och familjen Turbanellidae.
Artens utbredningsområde är Indiska oceanen. Inga underarter finns listade i Catalogue of Life.